# 铁州 (元朝)
铁州，中国元朝时设置的州。
蒙古帝国设置铁州，治今甘肃省岷县东北。元朝时铁州属于脱思麻路。脱思麻路同时属于陕西行中书省、宣政院下辖的吐蕃等处宣慰司，下辖岷州、铁州、碉门鱼通黎雅长河西宁远等处宣抚司、礼店文州蒙古汉儿军民元帅府。铁州辖境相当今甘肃岷县东部地区。明太祖洪武四年（1371年）明朝改铁州置铁城千户所。